# Medal Zasługi Mauá
Medal Zasługi Mauá (port. Medalha do Mérito Mauá) – brazylijskie cywilne odznaczenie, ustanawiane dwukrotnie, po raz pierwszy 7 stycznia 1965 i ponownie 6 maja 1999, nadawane przez ministra infrastruktury za zasługi w dziedzinie postępu i rozwoju w dziedzinie brazylijskiego transportu.
Medal ten podzielony został na dwa stopnie/kategorie:
- Wybitne Zasługi (Serviços Relevantes) – krzyż złoty noszony na szyi, przyznawany osobom, które pracowały w sposób przewyższający zwykłe oczekiwania na rzecz rozwoju i usprawnienia brazylijskiego transportu;
- Krzyż Mauá (Cruz de Mauá) – krzyż srebrny noszony na szyi, przyznawany osobom, które uczestniczyły w wartościowej współpracy na rzecz realizacji celów przewidzianych w planach i programach pracy Sektora Transportu oraz tych, którzy dzięki głębokiej znajomości technik specyficznych dla swojej działalności wnieśli efektywny wkład w podniesienie poziomu efektywności usług.

Prezydent, wiceprezydent i minister transportu Brazylii są z urzędu posiadaczami medalu w najwyższym stopniu.
Medal może zostać przyznany pośmiertnie.
W brazylijskiej kolejności starszeństwa odznaczeń medal zajmuje miejsce bezpośrednio po Orderze Zasługi Medycznej, a przed lotniczym Orderem Zasługi Ministerstwa Prokuratury Wojskowej.